# Walter James
Walter James (3 de junho de 1882 – 27 de julho de 1946) foi um ator de cinema norte-americano. Ele apareceu em 51 filmes entre 1915 e 1942.

## Filmografia selecionada
- The Idol Dancer (1920)
- Fair Lady (1922)
- The Monster (1925)
- Little Annie Rooney (1925)
- The Seventh Bandit (1926)
- Battling Butler (1926)
- The Kid Brother (1927)
- The Blood Ship (1927)
- The Patent Leather Kid (1927)
- The Irresistible Lover (1927)
- Hell's Heroes (1930)
- Street Scene (1931)
- Police Court (1932)
- Tempos Modernos (1936)
- Oh, Susanna! (1936)[2]
- The Panther's Claw (1942)